# Giải BAFTA lần thứ 31
Giải BAFTA lần thứ 31, được trao bởi Viện Hàn lâm Nghệ thuật Điện ảnh và Truyền hình Anh Quốc năm 1978 để tôn vinh những bộ phim xuất sắc nhất năm 1977.

## Chiến thắng và đề cử
BAFTA Fellowship: Fred Zinnemann
| Phim hay nhất Annie Hall – Woody Allen - A Bridge Too Far – Richard Attenborough - Network – Sidney Lumet - Rocky – John G. Avildsen | Đạo diễn xuất sắc nhất Woody Allen – Annie Hall - John G. Avildsen – Rocky - Richard Attenborough – A Bridge Too Far - Sidney Lumet – Network                                                                                       |
| Nam diễn viên chính xuất sắc nhất Peter Finch – Network vai Howard Beale - Sylvester Stallone – Rocky vai Rocky Balboa - William Holden – Network vai Max Schumacher - Woody Allen – Annie Hall vai Alvy Singer | Nữ diễn viên chính xuất sắc nhất Diane Keaton – Annie Hall vai Annie Hall - Faye Dunaway – Network vai Diana Christensen - Lily Tomlin – The Late Show vai Margo Sperling - Shelley Duvall – 3 Women vai Mildred Lammoreaux         |
| Nam diễn viên phụ xuất sắc nhất Edward Fox – A Bridge Too Far vai Brian Horrocks - Colin Blakely – Equus vai Frank Strang - Robert Duvall – Network vai Frank Hackett - Zero Mostel – The Front vai Hecky Brown | Nữ diễn viên phụ xuất sắc nhất Jenny Agutter – Equus vai Jill Mason - Geraldine Chaplin – Welcome to L.A. vai Karen Hood - Joan Plowright – Equus vai Dora Strang - Shelley Winters – Next Stop, Greenwich Village vai Fay Lapinsky |
| Kịch bản xuất sắc nhất Annie Hall – Woody Allen và Marshall Brickman - Equus – Peter Shaffer - Network – Paddy Chayefsky - Rocky – Sylvester Stallone | Quay phim xuất sắc nhất A Bridge Too Far – Geoffrey Unsworth - The Deep – Christopher Challis - Fellini's Casanova – Giuseppe Rotunno - Valentino – Peter Suschitzky                                                                |
| Thiết kế phục trang xuất sắc nhất Fellini's Casanova – Danilo Donati - Joseph Andrews – Michael Annals và Patrick Wheatley - New York, New York – Theadora Van Runkle - Valentino – Shirley Ann Russell | Dựng phim xuất sắc nhất Annie Hall – Ralph Rosenblum và Wendy Greene Bricmont - A Bridge Too Far – Antony Gibbs - Network – Alan Heim - Rocky – Richard Halsey                                                                      |
| Nhạc phim hay nhất A Bridge Too Far – John Addison - Equus – Richard Rodney Bennett - The Spy Who Loved Me – Marvin Hamlisch - A Star Is Born – Paul Williams, Barbra Streisand, Kenneth Ascher, Rupert Holmes, Leon Russell, Kenny Loggins, Alan Bergman, Marilyn Bergman và Donna Weiss | Thiết kế sản xuất xuất sắc nhất Fellini's Casanova – Danilo Donati - A Bridge Too Far – Terence Marsh - The Spy Who Loved Me – Ken Adam - Valentino – Philip Harrison                                                               |
| Âm thanh xuất sắc nhất A Bridge Too Far – Peter Horrocks, Gerry Humphreys, Simon Kaye, Robin O'Donoghue và Les Wiggins - Network – Jack Fitzstephens, Marc Lamb, Sandford Rackow, James Sabat và Dick Vorisek - New York, New York – Kay Rose, Michael Colgan, James Fritch, Larry Jost và Richard Portman - A Star Is Born – Robert Glass, Robert Knudson, Marvin Kosberg, Tom Overton, Joseph Von Stroheim và Dan Wallin | Phim chuyên môn hay nhất Path of the Paddle – Bill Mason - Hazchem – Roy Pace - How the Motor Works: Part II – George Seager |
| Phim giả tưởng hay nhất Bead Game – Ishu Patel - The Chinese Word for Horse – Kate Canning - The Sand Castle – Co Hoedeman | Phim hiện thực hay nhất The Living City – Peter De Normanville và Sarah Erulkar - Pipeline Alaska – John Armstrong - Reflections – Paddy Carey - The Shetland Experience – Derek Williams                                           |
| Diễn viên mới xuất sắc nhất Isabelle Huppert – The Lacemaker vai Pomme - Jeannette Clift George – The Hiding Place vai Corrie Ten Boom - Olimpia Carlisi – The Middle of the World vai Adriana - Saverio Marconi – Padre Padrone vai Gavino | |

## Thống kê
| Số lượng | Phim                 |
| -------- | -------------------- |
| 9        | Network              |
| 8        | A Bridge Too Far     |
| 6        | Annie Hall           |
| 5        | Equus                |
| 5        | Rocky                |
| 3        | Fellini's Casanova   |
| 3        | Valentino            |
| 2        | New York, New York   |
| 2        | The Spy Who Loved Me |
| 2        | A Star Is Born       |

| Số lượng | Phim               |
| -------- | ------------------ |
| 5        | Annie Hall         |
| 4        | A Bridge Too Far   |
| 2        | Fellini's Casanova |